# Profession habituelle
Note. Cliquez sur le lien correspondant pour transférer rapidement le mot : nom commun, adjectif, verbe ou autre.
Depuis l’activation de la fonction Special:Import, il est vivement recommandé  de contacter un administrateur du Wiktionnaire pour procéder à l’importation de la page ainsi que de tout l’historique vers ce dernier.
La profession habituelle est le métier  exercé par une personne et reconnu comme sa profession principale. Elle se dit du métier le plus occupant pour la personne, qui peut avoir d’autres professions de moindre importance ou de manière temporaire ou épisodique.
En droit français, cette notion intéresse surtout le statut de commerçant car conformément à l'article L.121-1 du Code de commerce : « Sont commerçants ceux qui exercent des actes de commerce et en font leur profession habituelle ».